# Ясьонна (Любуське воєводство)
Ясьонна (пол. Jasionna, нім. Jessen) — село в Польщі, у гміні Ясень Жарського повіту Любуського воєводства.
Населення — 52 особи (2011).
У 1975-1998 роках село належало до Зеленогурського воєводства.

## Демографія
Демографічна структура станом на 31 березня 2011 року:
|          | Загалом | Допрацездатний вік | Працездатний вік | Постпрацездатний вік |
| -------- | ------- | ------------------ | ---------------- | -------------------- |
| Чоловіки | 24      | 4                  | 16               | 4                    |
| Жінки    | 28      | 4                  | 16               | 8                    |
| Разом    | 52      | 8                  | 32               | 12                   |